# Rites of Spring (band)
Rites of Spring is een voormalige Amerikaanse posthardcoreband uit Washington. De band werd opgericht in 1984 en bracht in zijn korte bestaan één studioalbum uit. Rites of Spring werd vanwege hun liedteksten wel de eerste emoband genoemd, hoewel de band dit verwierp. Rites of Spring stond bekend om hun energieke optredens. Ze gaven nooit toegiften. Samen met Embrace en Beefeater waren ze een van de steunpilaren van de Revolution Summer-beweging van 1985, die plaatsvond in het hardcore punkcircuit in de stad Washington.
Muzikaal verhoogde Rites of Spring het hectische geweld en de diepgewortelde passie van hardcore punk, terwijl het tegelijkertijd experimenteerde met de compositorische regels.
De band speelde slechts 19 shows, 16 rond Washington en 3 erbuiten. Zanger-gitarist Guy Picciotto en drummer Brendan Canty gingen eind jaren 1980 in Fugazi spelen met producent en voormalig Minor Threat-zanger Ian MacKaye, terwijl bassist Mike Fellows Mighty Flashlight oprichtte en een solocarrière heeft gehad.

## Bezetting
- Guy Picciotto[4] (gitaar, zang)
- Edward Janney[5] (gitaar)
- Mike Fellows[6] (basgitaar)
- Brendan Canty[7] (drums)

## Geschiedenis
De band werd in 1984 geformeerd door zanger-gitarist Guy Picciotto, gitarist Eddie Janney, bassist Mike Fellows en drummer Brendan Canty in Washington. De groepsnaam is afkomstig van Stravinsky's ballet Le Sacre du printemps. Nadat de band enkele concerten had gespeeld, namen ze in februari 1985 hun titelloze debuutalbum Rites of Spring op dat werd uitgebracht bij Dischord Records. Het album werd geproduceerd door Ian MacKaye (Fugazi, Minor Threat) en Michael Hampton (Embrace, The Faith, SOA). In 1986 vonden de opnamen plaats voor de ep All Through a Life. De band viel kort hierna uit elkaar. In 1987 werd de ep uitgebracht.
De ep All Through a Life werd in 1991 aan de compilatie End on End toegevoegd. In 2001 verscheen een geremasterde versie. In 2012 verscheen de al in 1994 opgenomen demo Six Song Demo. David Pott-Negrine van Drowned in Sound gaf de plaat een 7 en noemde het "an interesting and enjoyable release from one of the best bands and labels in hardcore". Hij schreef schreef verder dat "it’s certainly one for the collector".
Nadat de band uit elkaar viel, richtten Picciotto, Janney en Canty samen met Hampton One Last Wish op. Er vond een reünie plaats onder de naam Happy Go Licky, hoewel de leden in deze formatie meer experimentele muziek maakte.

## Belang en invloed
Louis Patterson van The Guardian noemde Rites of Spring "the most influential punk group that pretty much no one has ever heard of". Kurt Cobain (Nirvana) rekende hun enige album tot zijn 50 favoriete albums. Het album belandde op meerdere lijsten van beste emo- of posthardcorealbums. Rolling Stone plaatste de band met het album in 2016 in de lijst van 40 greatest one-album wonders.

## Discografie
- 1985: Rites of Spring
- 1987: All Through a Life (ep)
- 1991: End on End (compilatiealbum)
- 2012: Six Song Demo (demo)